# Encinas de Esgueva
Encinas de Esgueva é um município da Espanha na província de Valladolid, comunidade autónoma de Castela e Leão, de área 31,08 km² com população de 303 habitantes (2007) e densidade populacional de 10,94 hab/km².

## Demografia
| Variação demográfica do município entre 1991 e 2004 | Variação demográfica do município entre 1991 e 2004 | Variação demográfica do município entre 1991 e 2004 | Variação demográfica do município entre 1991 e 2004 |
| --------------------------------------------------- | --------------------------------------------------- | --------------------------------------------------- | --------------------------------------------------- |
| 1991                                                | 1996                                                | 2001                                                | 2004                                                |
| 447                                                 | 409                                                 | 345                                                 | 340                                                 |